# Goniophysetis actalellus
Goniophysetis actalellus là một loài bướm đêm trong họ Crambidae.